# International Age Rating Coalition

Logo van de IARC

De International Age Rating Coalition (IARC; vertaald: Internationale leeftijdsclassificatie-coalitie) is een internationale coöperatie van verschillende verantwoordelijke organisaties voor leeftijdsbeoordelingen, die een uniform geregeld, globaal systeem voor een wereldwijde leeftijdsbeoordeling voor digitaal aangeboden apps en spellen biedt. Met het in 2013 geïntroduceerde IARC-systeem kunnen spelontwikkelaars door middel van het invullen van een vragenlijst de verschillende leeftijdsbeoordelingen voor meerdere gebieden en platformen voor hun product genereren.

## Procedure
Met het IARC-systeem kunnen voor het eerst verschillende leeftijdsbeoordelingen in een uniform proces op globaal niveau voor online games en apps uitgevoerd worden. Spelontwikkelaars dienen hun spel of app in het systeem van het betreffende app-platform in. Het app-platform moet bij de IARC aangesloten zijn en het classificatieproces geïntegreerd hebben, zoals de Google Play Store, de Firefox Marketplace, de Windows Store en de Nintendo eShop. De ontwikkelaars vullen een vragenlijst met inhoudelijke vragen over hun product in. Het gebruik van het IARC-systeem is voor ontwikkelaars gratis. De in te vullen vragenlijst geeft aan het einde de leeftijdbeoordelingen van de verschillende organisaties weer. Er wordt dus op de culturele normen en de criteria van de verschillende regio's gelet. De verschillende leeftijdbeoordelingen en andere informatie-elementen intrigeert het platform in zijn productbeschrijving. De regionale organisaties controleren deze IARC-classificaties.

## IARC generiek beoordelingssysteem
Naast het verkrijgen van officiële leeftijdsclassificaties van de coalitieleden, zouden ontwikkelaars die zich aanmelden via het IARC-proces ook een gratis generieke leeftijdsclassificatie krijgen voor hun software onder de naam van IARC op een van de deelnemende digitale etalages. Deze generieke beoordelingen kunnen van toepassing zijn op elk gebied dat geen eigen beoordelingssysteem heeft en/of formeel niet wordt ondersteund door bestaande leeftijdsclassificatie-instanties in de wereld. De beoordeling is ook van toepassing op gebieden waarvan de eigen lokale beoordelingsinstantie nog niet officieel deel uitmaakt van het IARC-systeem, met name de Japanse CERO-rating. IARC is van plan dit generieke beoordelingssysteem in meer etalages te introduceren in de hoop het leeftijdsclassificatieproces voor game-ontwikkelaars te stroomlijnen.
| Pictogram | Beoordeling | Beschrijving                                                                             |
| --------- | ----------- | ---------------------------------------------------------------------------------------- |
|           | 3+          | Videogame- of software-inhoud die alleen geschikt is voor kinderen van 3 jaar en ouder.  |
|           | 7+          | Videogame- of software-inhoud die alleen geschikt is voor kinderen van 7 jaar en ouder.  |
|           | 12+         | Videogame- of software-inhoud die alleen geschikt is voor kinderen van 12 jaar en ouder. |
|           | 16+         | Videogame- of software-inhoud die alleen geschikt is voor kinderen van 16 jaar en ouder. |
|           | 18+         | Videogame- of software-inhoud die alleen geschikt is voor kinderen van 18 jaar en ouder. |

## Bij de IARC aangesloten organisaties
De volgende regionale organisaties die verantwoordelijk zijn voor de classificatie van leeftijdsbeoordelingen zijn bij de IARC aangesloten:
- Australian Classification Board – Australië
- Classificação Indicativa (ClassInd) – Brazilië
- Entertainment Software Rating Board (ESRB) – Verenigde Staten en Canada
- Game Rating and Administration Committee (GRAC) – Zuid-Korea
- Pan European Game Information (PEGI) – grote delen van Europa
- Unterhaltungssoftware Selbstkontrolle (USK) – Duitsland